# او-۱ (کریگس‌مارینه)
او-۱ (به آلمانی: U 1) از نوع ۲آ، نخستین او-بوت کریگس‌مارینه بود که پس از آغاز نقض محدودیت‌های پیمان ورسای، در سال ۱۹۳۵ برای رایش سوم ساخته شد.

## ساخت
او-۱ از نوع ۲آ در کارخانه کشتی‌سازی دویچه ورکه در کیل ساخته شد. کار ساخت او-۱ همراه با برگزاری جشن از ۱۱ فوریه سال ۱۹۳۵ آغاز گردید و طی فرایندی پرسرعت پس از طی تنها ۱۳۸ روز در ۱۵ ژوئن همان سال به پایان رسید. این او-بوت با خدمه‌ای که آموزش‌های لازم را در هلند دیده بودند، ۲۹ ژوئن به فرماندهی ناوسروان کلاوس اورت وارد کریگس‌مارینه شد و در قالب گروه آموزشی ودیگن در خدمت دانشکده جنگ‌افزارهای ضدزیردریایی قرار گرفت.

## تاریخچه عملیاتی
با توجه به این که او-۱ جزو او-بوت‌های ارسالی آلمان به جنگ داخلی اسپانیا نبود، مورد با اهمیتی از فعالیت‌های آن پیش از آغاز جنگ جهانی دوم وجود ندارد.
فرایند سریع ساخت و عدم کاربرد فناوری‌های مناسب، این او-بوت را بسیار کند و کاربرد آن را نامطلوب ساخته بود. پیش از آن که جنگ آغاز شود برنامه‌هایی جهت استفاده از این او-بوت و او-بوت‌های هم‌نوع آن صرفاً جهت مقاصد آموزشی وجود داشت.
به هر حال با توجه به کمبود او-بوت‌های عملیاتی، او-۱ یک ماه پس از ترک دانشکده آموزشی و فراخوانده شدن به خدمت در خط مقدم روز ۲۹ مارس سال ۱۹۴۰ به فرماندهی ناخدا سوم یورگن دیکه برای مقابله با حضور ناوگان بریتانیایی در سواحل نروژ، در محدوده حداکثر برد خود آغاز به عملیات کرد. در این مأموریت این او-بوت موفق به یافتن هدفی نشد اما مجدداً در ۴ آوریل همان سال این بار در جریان آماده‌سازی‌های عملیات وزرئوبونگ، برای بار دوم راهی دریا شد.

## سرنوشت
او-۱ پیش از آن که ناپدید شود در یک پیام رادیویی کوتاه موقعیت خود را ۶ آوریل ۱۹۴۰ گزارش کرد. علت ناپدید شدن این او-بوت نامعلوم است اما او-۱ قرار بود از منطقه‌ای که توسط اچ‌ام‌اس ناروال، زیردریایی بریتانیایی، همان روز مین ریزی شود و این مسئله برای آلمانی‌ها نامشخص بود، گذر کند. همچنین ممکن است این زیردریایی توسط اچ‌ام‌اس پورپویز، زیردریایی دیگر بریتانیایی که گزارش کرده بود اژدری به سمت زیردریایی ناشناس دشمن شلیک کرده‌است، غرق شده باشد.
پانزده روز پس از آخرین ارتباط و با توجه به عدم دریافت موقعیت جدید، او-۱ مفقود شده تلقی شد. بازنگشتن همیشگی او-۱ همه ۲۵ خدمه آن را در ردیف کشته‌های جنگ به حساب آورد.
او-۱ یکی از بیش از هزار او-بوت آلمانی بود که در جنگ جهانی دوم حضور یافت و با مفقود شدن یکی از بیش از ۷۰۰ زیردریایی آلمانی نام گرفت که کریگس‌مارینه در طول این جنگ از دست داد.

## کشف لاشه
لاشه او-۱ ماه ژوئن سال ۲۰۰۷ توسط غواصان در کف دریای شمال کشف و توپ ضدهوایی آن به خشکی آورده شد. گفته می‌شود این کشف، نظریه برخورد با مین دریایی رها شده توسط نیروی دریایی بریتانیا را تأیید می‌کند.